# بيل فينيران
بيل فينيران (بالإنجليزية: Bill Finneran)‏ هو حكم كرة قاعدة ‏ أمريكي، ولد في 12 يناير 1878 في إيري في الولايات المتحدة، وتوفي بنفس المكان في 3 يوليو 1961.